# Улемець
Улемець (рос. Улемец) — присілок в Жиздринському районі Калузької області Російської Федерації.
Населення становить 185 осіб. Входить до складу муніципального утворення Село Овсорок.

## Історія
Від 2004 року входить до складу муніципального утворення Село Овсорок

## Населення
| 2002 | 2010 |
| ---- | ---- |
| 245  | ↘185 |